# ROCK&SOUL 2010-2011 LIVE
『ROCK & SOUL 2010-2011 LIVE』（ロック・アンド・ソウル・にせんじゅう・にせんじゅういち・ライヴ）は、清木場俊介のライブ・アルバムである。2011年6月29日発売。

## 概要
“ROCK & SOUL〜三種の神器〜”その弐にあたる作品。
二枚組のライブCD。なお、清木場のライブ・アルバムは2008年に発売された『清木場祭2007』以来約3年ぶりとなる。
ライブ本編のほかに、ファンによるコールや合唱が収録されている。

## 収録曲

### DISC-ROCK
1. –opening-
2. 魔法の言葉
3. FLASHBACK
4. 風に唄えば…
5. 君を探してる
6. 夜に消えても…。
7. 永遠
8. プロポーズ
9. キミが居なければ
10. エール

### DISC-SOUL
1. JET
2. 愛NEED YOUR LOVE
3. 俺だけのハイウェイ
4. FAKE
5. GO! WAY!
6. 僕らの絆 〜仲間への手紙〜
7. 終わりなき旅路の中で…
8. –ending-
9. 僕らの絆 〜仲間からの返事〜
ライブ終演後のファンによる「僕らの絆 〜仲間への手紙〜」の合唱。